# Bebe Cool
Bebe Cool, pseudonimo di Moses Ssali, noto anche con il nomignolo di Munene Munene (1º settembre 1977), è un musicista ugandese di musica ragga. Ha iniziato la propria carriera a Nairobi, per poi tornare in Uganda. Insieme a Redsan e Chameleone, Bebe Cool fu uno dei primi artisti a essere lanciato dall'etichetta discografica keniota Ogopa DJs.
Fra i brani di maggior successo di Bebe Cool si possono citare Fitina e Mambo Mingi, e Sambagala', realizzato in collaborazione con la musicista ugandese Halima Namakula. Ha inciso due album solisti, Maisha e Senta, con brani in luganda, swahili e inglese.
Bebe Cool è stato ripetutamente premiato ai Pearl of Africa Music Awards (PAM Awards) , è stato nominato per i Kora Awards, e si è esibito in tournée nel Regno Unito e negli Stati Uniti.
Oltre al suo lavoro come solista, Bebe Cool ha inciso un album dal titolo Fire con il gruppo reggae East African Bashment Crew, fondato da lui stesso assieme al duo keniota Necessary Noize. Dall'album sono stati tratti due singoli di successo, Africa Unite e Fire..